# Gostinari
Gostinari est une commune roumaine située dans le județ de Giurgiu.